# Pusté Úľany
Pusté Úľany este o comună slovacă, aflată în districtul Galanta din regiunea Trnava. Localitatea se află la altitudinea de 124 m deasupra n.m., se întinde pe o suprafață de 24,54 km2 și în 2017 număra 1.791 de locuitori. Se învecinează cu comuna Sládkovičovo.

## Istoric
Localitatea Pusté Úľany este atestată documentar din 1301.

## Demografie
| An:                | 1994 | 2004   | 2014   | 2024   |
| ------------------ | ---- | ------ | ------ | ------ |
| Număr de persoane: | 1519 | 1599   | 1708   | 1822   |
| Diferență:         |      | +5,26% | +6,81% | +6,67% |

| An:                | 2023 | 2024   |
| ------------------ | ---- | ------ |
| Număr de persoane: | 1844 | 1822   |
| Diferență:         |      | −1,19% |